# 菲罗扎巴德
菲罗扎巴德（Firozabad），是印度北方邦Firozabad县的一个城镇。总人口278801（2001年）。

## 人口
该地2001年总人口278801人，其中男性147980人，女性130821人；0—6岁人口44593人，其中男23722人，女20871人；识字率58.79%，其中男性为64.30%，女性为52.56%。